# Christiane Wildschek
Christiane Wildschek, född 5 juli 1954, är en friidrottare från Österrike. Hon deltog vid olympiska sommarspelen 1972 och olympiska sommarspelen 1976.